# 佐藤幸雄 (音楽家)
佐藤 幸雄（さとう ゆきお、1959年（昭和34年）2月24日 - ）は、日本の音楽家。

## 来歴・人物
1959年愛知県生まれ。高校時代オリジナル曲を演奏するために「女学生の友」を結成。1979年、佐野由枝らとの「生産体操」でステージデビュー、同年、高橋一彰、椎名健介を加えすきすきスウィッチに発展。すきすきスウィッチはその後鈴木惣一朗がメンバーだったことで知られる。
PUNGO(パンゴ)、くじらなどのオリジナルメンバー。
1992年ごろまで、個人名で歌と演奏、プロデュースを続ける。
2011年、再び活動を開始。2013年すきすきスウィッチのアルバムを3枚同時に鈴木惣一朗、POP鈴木と制作。
現在、ソロと並行して、二人会（二人の演奏家が同時にステージに立ち一曲ずつ交互に歌う音楽会）「佐藤幸雄とわたしたち」でのバンド活動。主にエレクトリック・ギター。
また、1981−85年田中泯の舞塾に参加。田中泯や土方巽の音響も担当し、plan-Bの運営にも携わっていた。

## 音楽作品

### 佐藤幸雄とわたしたち
- 『わたしたち』（レーベル：アルケミーレコード、2018年）
- 『わたしたち²』（レーベル：アルケミーレコード、2019年）※「わたしたちのじじょう」と読む

### 佐藤幸雄
- 『名前はまだない』（2016年）※1曲入CD-RW24枚組
- 『ライブ・アト・ニヒル牛（通常盤）』（レーベル:テレグラフレコード、2019年）※99曲入

### すきすきスウィッチ
- 『忘れてもいいよ』（レーベル：テレグラフレコード、1983年5枚組ソノシート：アートワークは祖父江慎・2011年に完全盤CD化）
- 『ケース・オブ・テレグラフ』（レーベル：テレグラフレコード、1983年）※オムニバスライブ盤
- 『それでもはじめて』（レーベル：DIW/ディスクユニオン、2013年）
- 『ここにきてはじめて』（レーベル：DIW/ディスクユニオン、2013年）
- 『縁盤』（レーベル：DIW/ディスクユニオン、2013年）

### PUNGO(パンゴ)
- 『(PUNGO)パンゴ』（レーベル：ピナコテカレコード、1981年）

## 音楽作品（主なプロデュース）
- 須山公美子『夢のはじまり』（1986年）
- 割礼『ゆれつづける』（1990年）

## 音楽作品（主な楽曲提供）
- 豆異℃2ndアルバム（2016年）